# Republic F-84F Thunderstreak
Republic F-84F Thunderstreak var ett amerikanskt jaktbombflygplan utvecklat ur den tidigare Republic F-84 Thunderjet. Den största skillnaderna mot föregångaren var att F-84F fick en starkare motor och bakåtsvepta pilvingar vilket gav den prestanda jämförbar med den mindre och lättare North American F-86 Sabre.

## Utveckling
Den rakvingade F-84 var snabbare än Lockheed F-80 Shooting Star och hade dessutom bättre räckvidd och större lastförmåga. Jämfört med North American F-86 Sabre var den dock underlägsen och Republic började därför 1949 att konstruera en variant av F-84 med pilvingar svepta 38,5° bakåt. Det sista produktionsexemplaret av F-84E försågs med de svepta vingarna och en svept stjärtfena och fick beteckningen XF-96A. Den var drygt 100 km/h snabbare än F-84, men accelerationen och stighastigheten var inte nämnvärt bättre. Republic valde därför att göra flygkroppen högre för att få plats med den kraftigare motorn Wright J65. Problem med motorns tillförlitlighet och aerodynamisk instabilitet gjorde att serieproduktionen fördröjdes och Republic tog under tiden vara på erfarenheterna för att bygga den utvecklade, men fortfarande rakvingade, F-84G.

### Spaningsflygplan

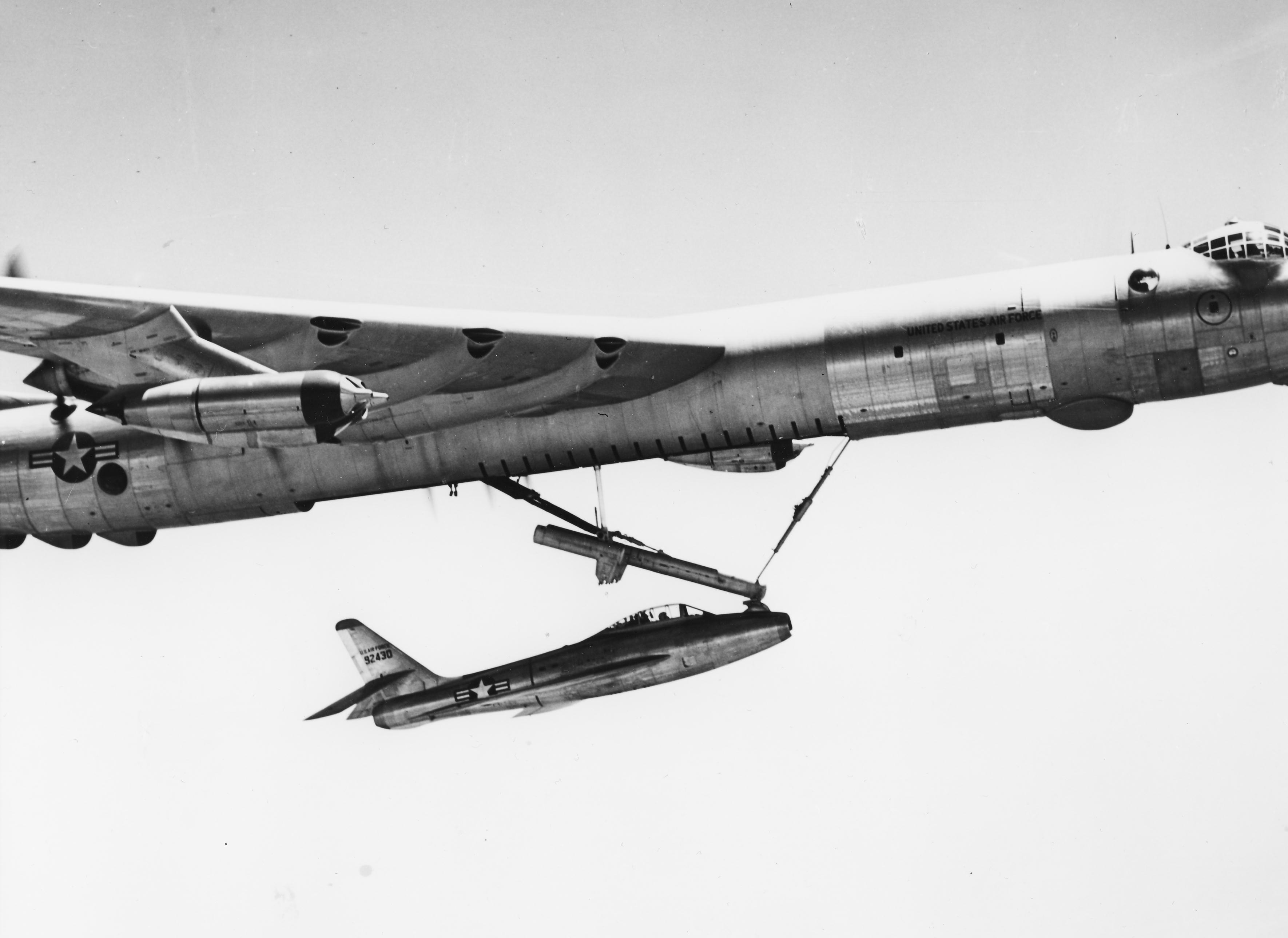
En F-84F dockar med en B-36 Peacemaker.

Av de två prototyper som byggdes hade den första luftintaget i nosen medan andra hade luftintagen i vingarnas framkant. Luftintag i vingarna gav större inre volym men lägre dragkraft och produktionsmodellen fick därför luftintag i nosen. Man kom dock på att volymen i nosen passade bra för kameror i en spaningsversion. RF-84F byggdes därför på samma sätt, men en relativt trubbig nos med kameror och med luftintag i vingarnas framkant. Trots den något starkare motorn J65-W-7 var spaningsversionen cirka 160 km/h långsammare än jaktversionen. Totalt 25 RF-84F modifierades för att kunna bäras under buken på en Convair B-36 Peacemaker som en del av projekt FICON. Det gav dem möjlighet att genomföra spaning mot mål som de annars inte kunde nå och på lägre höjd än vad stora flygplan som RB-36 kunde.

### Provflygplan
En handfull F-84F byggdes om till provflygplan. Två stycken XF-84H fick Allison XT40 turbopropmotorer på 5 850 hk. XT40 var då världens starkaste flygmotor och bestod av två stycken Allison T38 som drev en gemensam växellåda. Motorerna satt bakom piloten på samma plats som den ordinarie motorn och två drivaxlar gick under cockpitgolvet till växellådan och en stor trebladig propeller i nosen. Propellern som var av stål roterade i överljudsfart vilket gjorde flygplanet extremt bullrigt. Eftersom XF-84H bara hade en propeller i stället för två motroterande gjorde vridmomentet flygplanet svårkontrollerat vilket tillsammans med vibrationsproblem gjorde att Republic lade ner projektet.
Två andra F-84F byggdes om med större luftintag och General Electric J73-motorer. De var de enda F-84:or som kunde nå överljudsfart i planflykt.

## Konstruktion
Från början var det tänkt att F-84F skulle ha 55 % av delarna gemensamt med tidigare F-84:or, men bytet till J65-motorer gjorde att det bara blev 15 %. Flygkropp, vingar och stjärt var tillverkade i aluminium. Huvudställen i vingarna fälldes in inåt medan nosstället fälldes in bakåt. Alla landningsställ hade ett hjul. Motorn satt bakom cockpit och var av utrymmesskäl vinklad nedåt. Utblåset hade en krök som gjorde att dragkraftsvektorn gick genom masscentrum men minskade samtidigt motorns dragkraft med 10 %. Den fasta beväpningen bestod av 6 stycken 12,7 mm Browning M3-kulsprutor monterade tre på vardera sida om luftintaget. Spaningsversionen hade bara fyra kulsprutor men kunde i gengäld bära upp till 15 kameror i nosen.

## Användning

### Belgien
Belgien köpte 197 stycken F-84F och 24 stycken RF-84F som började levereras 1955. Jaktflygplanen tilldelades 1:a, 2:a och 3:e divisionen på 2:a flottiljen i Florennes samt 23:e, 27:e och 31:a divisionen på 10:e flottiljen i Peer. Spaningsflygplanen tilldelades 42:a divisionen. Ytterligare 10 begagnade RF-84F köptes under 1960-talet. Flygplanen togs ur aktiv tjänst 1972, ersatta av Lockheed F-104 Starfighters och Dassault Mirage 5.

### Danmark
Danmark har haft 17 stycken RF-84F. De första 10 levererades till Eskadrille 729 under högtidliga former 25 april 1957 och de togs i tjänst 2 maj. Ytterligare 7 begagnade RF-84F köptes 1963. De ersattes 1971 av RF-35 Draken.

### Frankrike
Frankrikes 384 F-84F levererades mellan 1955 och 1957. De ersatte F-84E och till viss del Dassault Ouragan och användes av totalt 13 divisioner fördelade på 5 flottiljer (1/1 Corse, 2/1 Morvan, 3/1 Argonne, 1/3 Navarre, 2/3 Champagne, 3/3  Ardennes, 1/4 Dauphiné, 2/4 Lafayette, 1/9 Limousin, 2/9 Auvergne, 1/11 Roussillon, 2/11 Vosges och 3/11 Jura). 1:a och 3:e flottiljerna frambaserades till Akrotiri på Cypern under Suezkrisen och användes i anfallen mot egyptiska flygbaser. 1:a, 4:e och 9:e flottiljerna avlöste också varande i Algeriet under Algerietrevolten. De sista franska F-84F ersattes i januari 1967 av Dassault Mirage III.
I en uppmärksammad flygolycka 29 augusti 1961 kolliderade en fransk F-84F med linbanan mellan Chamonix och Courmayeur varvid två korgar föll till marken och sex personer dödades.

### Grekland
Med början 1957 köpte Grekland in ett flertal begagnade F-84F och RF-84F från USA, Tyskland och Nederländerna. De ersatte Greklands äldre F-84:or och utgjorde huvuddelen av grekiska flygvapnets attackkapacitet under hela 1960-talet och början av 1970-talet då de började ersättas av Northrop F-5 Freedom Fighter. Grekland tog sina F-84F ur tjänst 1983 medan spaningsversionen RF-84F fortsatte att tjänstgöra till mars 1991 då de ersattes av RF-4C Phantom II.

### Italien
Italien hade 194 stycken F-84F och 78 stycken RF-84F från 1956 till 1974. De användes av 5ª Divisione i Rimini, 6ª Divisione i Ghedi, 8ª Divisione i Cervia, 36ª Divisione i Gioia del Colle, 50ª Divisione i Piacenza och 51ª Divisione i Istrana. De började ersättas av F-104S Starfighter 1973.

### Nederländerna
Nederländerna erhöll 180 Thunderstreaks 1955. De överlämnades officiellt 9 november och de första togs i tjänst 29 november. De tilldelades 311, 312, 313, 314, 315 och 316 Squadron fördelade på flygbaserna i Volkel och Eindhoven. Nederländerna ersatte sina F-84F i två omgångar. Först ersatte 311, 312 och 313 Squadron sina Thunderstreaks med F-104 Starfighter 1964. 314, 315 och 316 Squadron behöll sina F-84F till 1970 då de ersattes med  NF-5 Freedom Fighter. De äldsta flygplanen skrotades medan de i bättre skick såldes till Grekland och Turkiet.

### Norge
Norges flygvapen erhöll 31 stycken RF-84F i maj 1956. Dessa tilldelades spaningsdivisionen 717 skvadron där de ersatte Spitfire PR Mk.XI som redan varit ur tjänst i två år och temporärt ersatts av sex stycken F-84E med kamerautrustning installerad i vänster fälltank. Dessa 31 flygplan innebar en avsevärd förstärkning av Norges flygspaningsförmåga och NATO:s bevakning av den norra flanken. Norges RF-84F togs ur tjänst 1970 då de ersattes av RF-5A Freedom Fighter.

### Taiwan
Republiken Kinas flygvapen erhöll 25 stycken RF-84F 1956. Flygplanen användes för spaningsflygningar över folkrepubliken Kina.

### Turkiet
Mellan 1959 och 1966 köpte Turkiet in nästan 300 begagnade F-84F från USA, Frankrike, Tyskland, Belgien och Nederländerna. De turkiska flygplanen användes bland annat för flyganfall mot cypriotiska nationalgardet under invasionen av Cypern. Den 6 augusti 1962 sköt två turkiska F-84F ned två irakiska Iljusjin Il-28 som kränkte turkiskt luftrum under bombningar av kurdisk gerilla. Turkiet hade sina F-84F i tjänst fram till 1974 då de ersattes av Northrop F-5 Freedom Fighter.

### Västtyskland

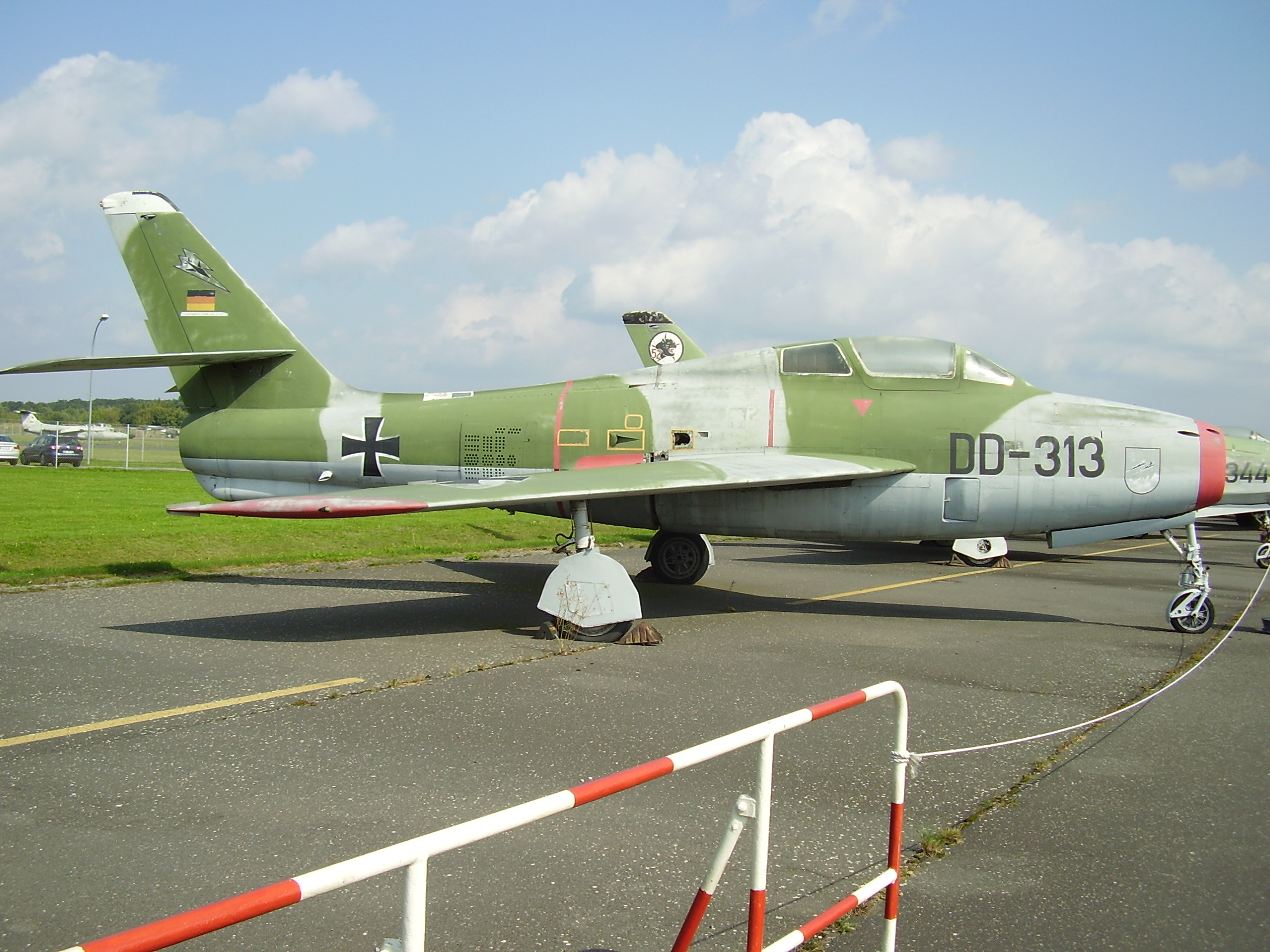
En västtysk F-84F vid Luftwaffenmuseum der Bundeswehr på Berlin-Gatow flygplatsen.

Efter att Västtyskland i maj 1955 gått med i NATO påbörjades en skyndsam upprustning av Luftwaffe. Inom fyra år bildades fyra jaktflottiljer, sex jaktbombflottiljer, två spaningsflottiljer samt två transportflottiljer. Jaktbombflottiljerna (Jagdbombergeschwader) utrustades med totalt 450 stycken F-84F. De första levererades med USS Tripoli till Bremerhaven 30 oktober 1956. Flygplanen monterades i Lemwerder och flögs därefter till flygbasen i Fürstenfeldbruck där de tilldelades Waffenschule der Luftwaffe (från 1 juli 1958 Jagdbombergeschwader 33). Luftwaffes sista F-84F levererades i juli 1966, men modellen hade då redan börjat ersättas av Lockheed F-104 Starfighter.
Den 14 september 1961 flög två tyska F-84F vilse under NATO-övningen ”Check Mate”. När rotechefen fältväbel Pfefferkorn insåg att de var vilse skickade han ut ett nödanrop som till hans förvåning besvarades av flygkontrollen på Berlin-Tegels flygplats. De båda flygplanen var redan långt inne över östtyskt territorium norr om Leipzig och omkring 40 sovjetiska jaktflygplan var i luften för att genskjuta dem. I stället för att vända om tillbaka mot Västtyskland och riskera att möta de sovjetiska jaktflygplanen fick de båda flygplanen tillstånd att landa på Tegel. Efter landningen rullades de två flygplanen in i en hangar och var därefter försvunna. Det spekulerades att flygplanen hade målats om i amerikanska flygvapnets färger eller monterats ner och transporterats bort i delar. Det var först på 1970-talet som man påträffade resterna av de två flygplanen nedgrävda på Tegelflygplatsen.

### USA
F-84F började levereras till USAF i maj 1954 men togs inte officiellt i tjänst förrän november 1954 efter en omfattande utvärdering. Utvärderingen visade att F-84F med god marginal var överlägsen F-84G. Den var lättflygen och stabil, men motorn var fortfarande en källa till problem; den kunde stanna utan förvarning om den flögs i kraftig nederbörd. F-84F började därför relativt snart fasas ut ur aktiv tjänst till förmån för bland annat North American F-100 Super Sabre. Under Berlinkrisen 1961 togs F-84F åter i tjänst, men först efter ett omfattande arbete med att åtgärda korrosion. F-84F togs ur aktiv tjänst igen 1964 och de sista pensionerades från flygnationalgardet 1971.
USAF:s uppvisningsgrupp Thunderbirds flög F-84F från 1954 till 1955.

## F-84F i populärkultur
I filmen Jetflygarna (The Hunters) från 1958 (baserad på en novell av James Salter med samma namn) används F-84F för att efterlikna nordkoreanska MiG-15 i luftscenerna. För inspelningen målades de grå med röda stjärnor.
Richard Bachs debutbok Stranger to the Ground från 1963 handlar om hans tid som Thunderstreak-pilot i ANG 108th Fighter Wing i början av kalla kriget.

## Varianter
- XF-96A – Provplattform baserad på F-84E. En ombyggd.
- YF-84F – Två prototyper
- YF-84F – Jaktbombflygplan med Wright J65-motorer. 2 711 byggda varav 1 301 för export.
- RF-84F – Fotospaningsversion, ofta benämnd Thunderflash. 718 byggda varav 386 för export.
- GRF-84F – 25 RF-84F ombyggda för att kunna docka med och bäras av Convair B-36 Peacemaker som en del av FICON-projektet.
- RF-84K – senare beteckning för GRF-84F.
- XF-84H – Två F-84F ombyggda till provflygplan med Allison XT40 turbopropmotor.
- YF-84J – Två F-84F ombyggda med provflygplan med General Electric J73-motorer.

## Liknande flygplan
- Republic F-84 Thunderjet
- North American F-86 Sabre
- North American FJ Fury
- Mikojan-Gurevitj MiG-15
- Dassault Mystère